# Geomys knoxjonesi
Geomys knoxjonesi е вид бозайник от семейство Гоферови (Geomyidae).

## Разпространение
Видът е разпространен в САЩ.